# Centro comercial Al-Andalusia
El centro comercial Al-Andalusia (en árabe: الأندلسية مول‎; en inglés: Al-Andalusia mall) es un centro comercial de tres pisos de la ciudad de Gaza, en la Franja de Gaza, Palestina. Es propiedad de la compañía Al-Hayat Tureed. El centro comercial se encuentra justo al oeste de la ciudad de Gaza, cerca de la plaza Haidar Abdel Shafi. La construcción comenzó en agosto de 2010, y el centro se inauguró en 2011. Sus 3.000 metros cuadrados incluyen un complejo con una sala de cine, restaurantes, y tiendas al por menor.
El Al-Andalusia es el segundo centro comercial abierto en Gaza. El primero fue el centro comercial Gaza (Gaza mall), inaugurado en 2010, y el tercero y más grande es el centro comercial Capital (Capital mall), inaugurado en 2017.